# Schloss Dobrau

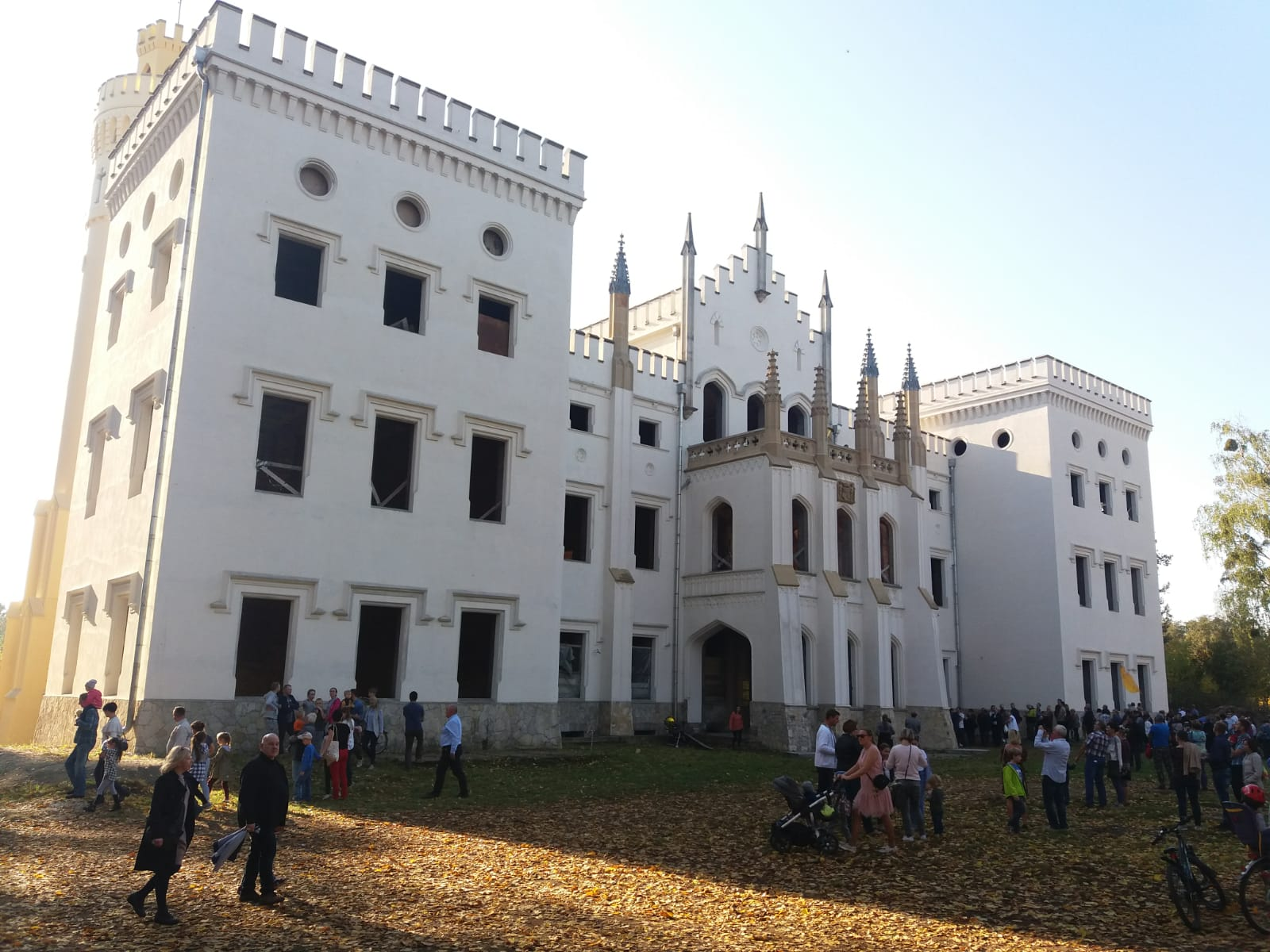
Schloss Dobrau (2018)

Das Schloss Dobrau ist eine Schlossanlage in Dobrau in der Gemeinde Klein Strehlitz in der Woiwodschaft Opole in Polen.

## Geschichte

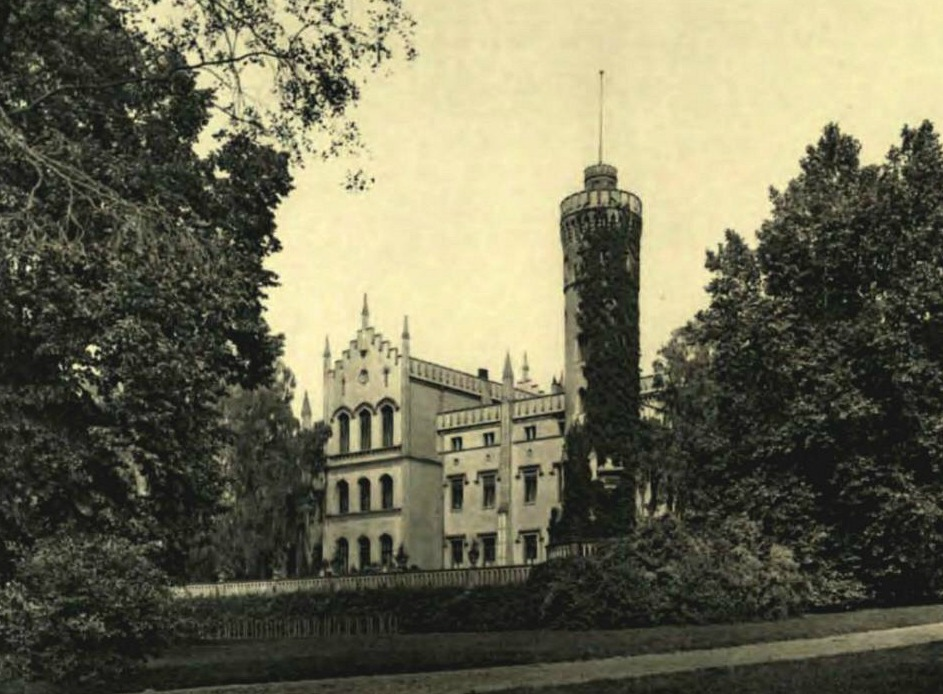
Schloss Dobrau 1909

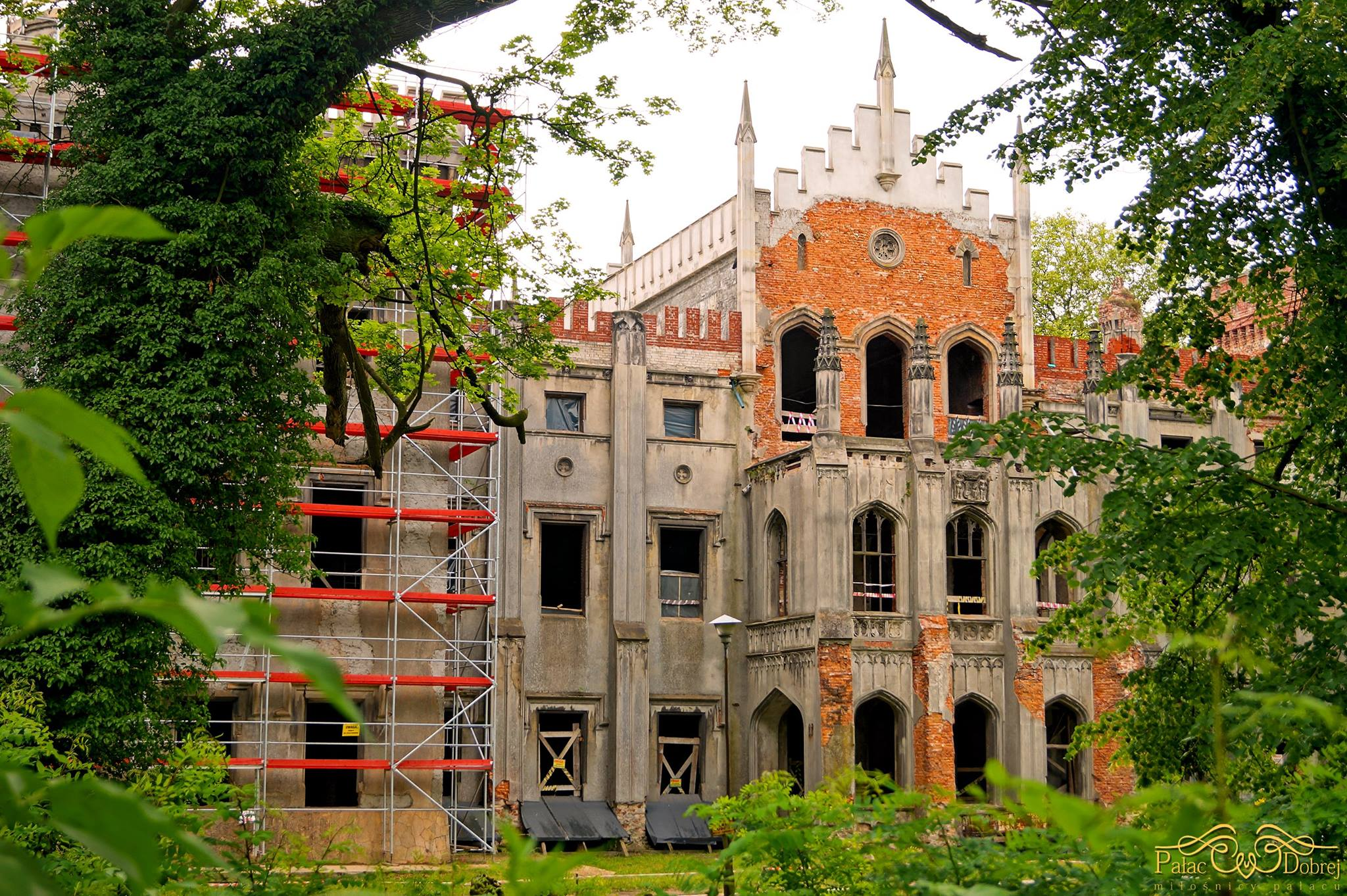
Schloss Dobrau (2015)

Ein erster Schlossbau im Stil des Barock entstand 1750 durch den königlichen Hofrat Graf Erdmann Karl von Roedern, Sohn des Ministers Carl Gustav von Roedern. 1780 ging das Schloss in den Besitz des Heinrich Leopold von Seherr-Thoß. Unter dem Berliner Architekten Moritz Gottgetreu wurde die gesamte Anlage zwischen 1856 und 1858 im Stil der Neogotik umgebaut. Im gleichen Zeitraum wurde die Parkanlage durch den Gartenarchitekten Eduard Petzold umgestaltet.
Wegen der nahenden Kriegsfront verließ der letzte Besitzer des Schlosses, Hermann Graf von Seherr-Thoß, am 17. Januar 1945 Dobrau. Zwei Tage später besetzten sowjetische Truppen den Ort und das Schloss Dobrau. Unter bisher ungeklärten Umständen geriet das Schloss daraufhin in Brand. Es brannte bis auf die Grundmauern vollkommen aus.
Ein Wiederaufbau des Schlosses wurde nach dem Übergang Schlesiens an Polen nicht unternommen. Erst durch einen privaten Investor aus Zabrze und die Försterei in Proskau wurden ab 2001 erste Sicherungsmaßnahmen zum Erhalt der Schlossruine getroffen. Wegen fehlender Finanzmittel konnte ein Wiederaufbau jedoch nicht realisiert werden. Erst durch einen weiteren privaten Investor wurde ein Wiederaufbau der Schlossanlage geplant. Seit etwa 2014 wird das Schloss nun wieder aufgebaut, nach Vollendung soll es ein Hotel beherbergen.